# Hysteropeltella moravica
Hysteropeltella moravica — вид грибів, що належить до монотипового роду  Hysteropeltella.